# Гилберт, Чарльз Аллан
Чарльз Аллан Гилберт (англ. Charles Allan Gilbert, более известный как C. Allan Gilbert; 3 сентября 1873 — 20 апреля 1929) — американский иллюстратор. Особенно известен благодаря рисунку под названием «Всё суета» (англ. All Is Vanity). Также работал в анимации и был художником камуфляжа для Совета судоходства США во время Первой мировой войны.

## Биография

«Всё суета» (1892)

Чарльз Аллан Гилберт родился в Хартфорде, штат Коннектикут. Он был младшим из троих сыновей Чарльза Эдвина Гилберта (англ. Charles Edwin Gilbert) и Вирджинии Юинг Крейн (англ. Virginia Ewing Crane). В детстве у него были проблемы со здоровьем (обстоятельства неизвестны), в результате чего он часто рисовал, чтобы развлечь себя.
В шестнадцать лет Гилберт начал изучать искусство у Чарльза Ноэля Флагга, официального художника штата Коннектикут, который также основал Лигу студентов-художников Коннектикута. В 1892 году он вступил в Лигу студентов-художников Нью-Йорка, где пробыл два года. В 1894 году переехал во Францию на год, там учился у Жана-Поля Лорана и Жана-Жозефа Бенжамен-Констана в Академии Жюлиана в Париже.

## Карьера иллюстратора

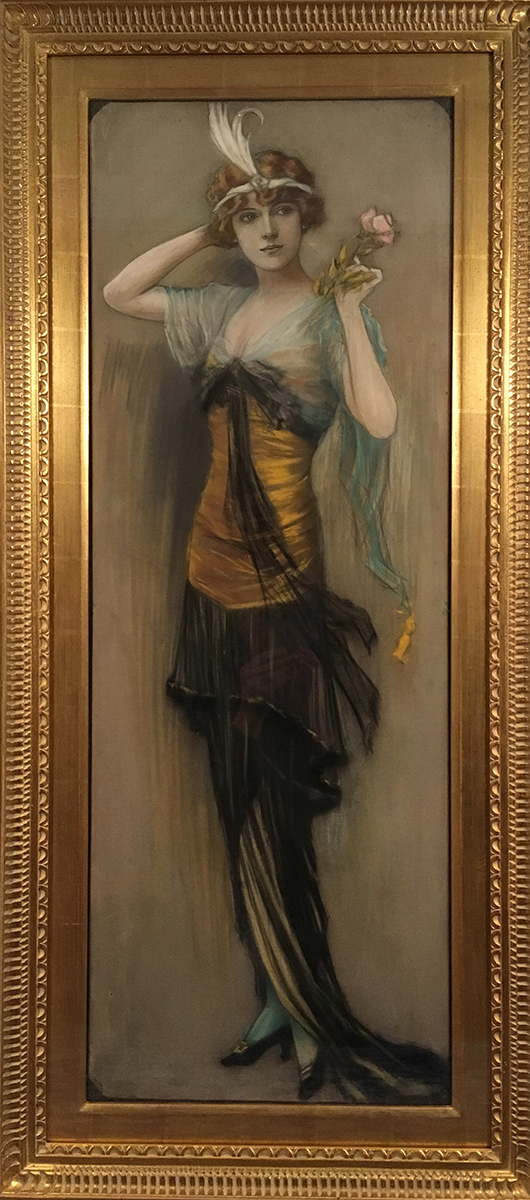
К. Аллан Гилберт. Женщина с розой (1920). Пастель

Вернувшись из Парижа, Гилберт поселился в Нью-Йорке, где начал активную карьеру иллюстратора книг, журналов, плакатов и календарей. Его иллюстрации часто публиковались в Charles Scribner’s Sons, Harper’s Magazine, Atlantic Monthly и других ведущих журналах.
Рисунок «Всё суета» он завершил ещё тогда, когда был студентом Лиги, а популярным этот рисунок стал с момента публикации в журнале «Life» 1902 года. В нём использован «двойной образ» (или визуальный каламбур): изображена сцена с женщиной, которая любуется собой в зеркале, но если смотреть с расстояния, то изображённое напоминает человеческий череп (memento mori или vanitas). Название также является каламбуром, поскольку этот тип туалетного столика известен как «суета» (англ. vanity). Фраза «всё суета» происходит из Книги Екклесиаста, в ней говорится о тщеславии и гордыне людей.
За время своей художественной карьеры Гилберт проиллюстрировал большое количество книг, среди которых «Жизнь и Габриэлла» Эллен Глазго (1916), «Душа епископа» Герберта Уэллса (1917), «Его дочка» Гувернора Мориса (1919), «Эпоха невинности» Эдит Уортон (1920) и «Нежная Юлия» Бута Таркингтона (1922). Он также опубликовал сборники своих собственных рисунков, в том числе «Подслушанное в семье Виттингтон» (англ. Overheard in the Whittington Family), «Женщины художественной литературы» (англ. Women of Fiction), «Суета всё» (англ. All is Vanity), «Медовый месяц» (англ. The Honeymoon), «Послание с Марса» (англ. A Message from Mars) и «В царстве красоты» (англ. In Beauty's Realm).

## Работа аниматора
Как один из первых аниматоров, Гилберт работал на Джона Р. Брея в течение 1915—1916 годов на производстве серии подвижных теней, которая называлась «Силуэтные фантазии» (англ. Silhouette Fantasies). Эти фильмы стиля модерн, сделанные путём объединения снятых силуэтов с компонентами, нарисованными чернильным пером, были серьёзными интерпретациями греческих мифов.

## Художник камуфляжа
Во время Первой мировой войны Гилберт работал в качестве художника камуфляжа для Совета судоходства США, как и другие известные художники и иллюстраторы, например, МакКлелланд Барклай, Уильям Маккей и Генри Ройтердаль . Как и они, он также рисовал плакаты для американских военных программ, таких как «Облигации свободы» (или «Заём свободы»).

## Более поздние годы
В течение всей своей жизни (и после смерти) Гилберт настолько сильно отождествлялся с рисунком «Всё суета», что его иногда ошибочно указывают автором двух других популярных двойных образов: «Сплетня: и Сатана также пришёл» (англ. Gossip: And Satan Came Also) и «Социальный осёл» (англ. Social donkey). Оба рисунка сделаны другим иллюстратором того же временного периода — Джорджем Возерспуном.
Чарльз Аллан Гилберт умер в Нью-Йорке в 1929 году от пневмонии.

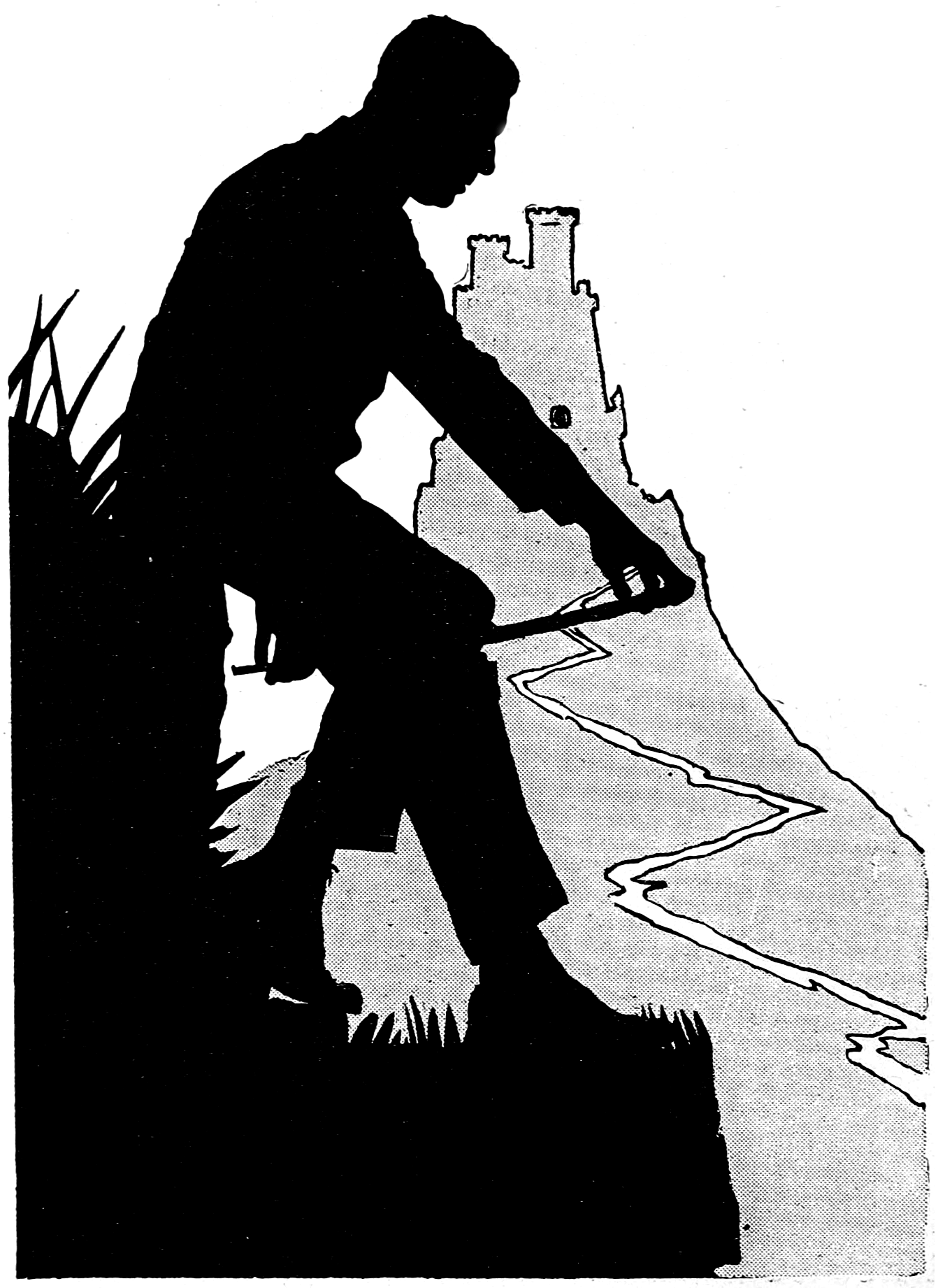
Силуэтный автопортрет Ч. Аллана Гилберта. Опубликован в 1916 году
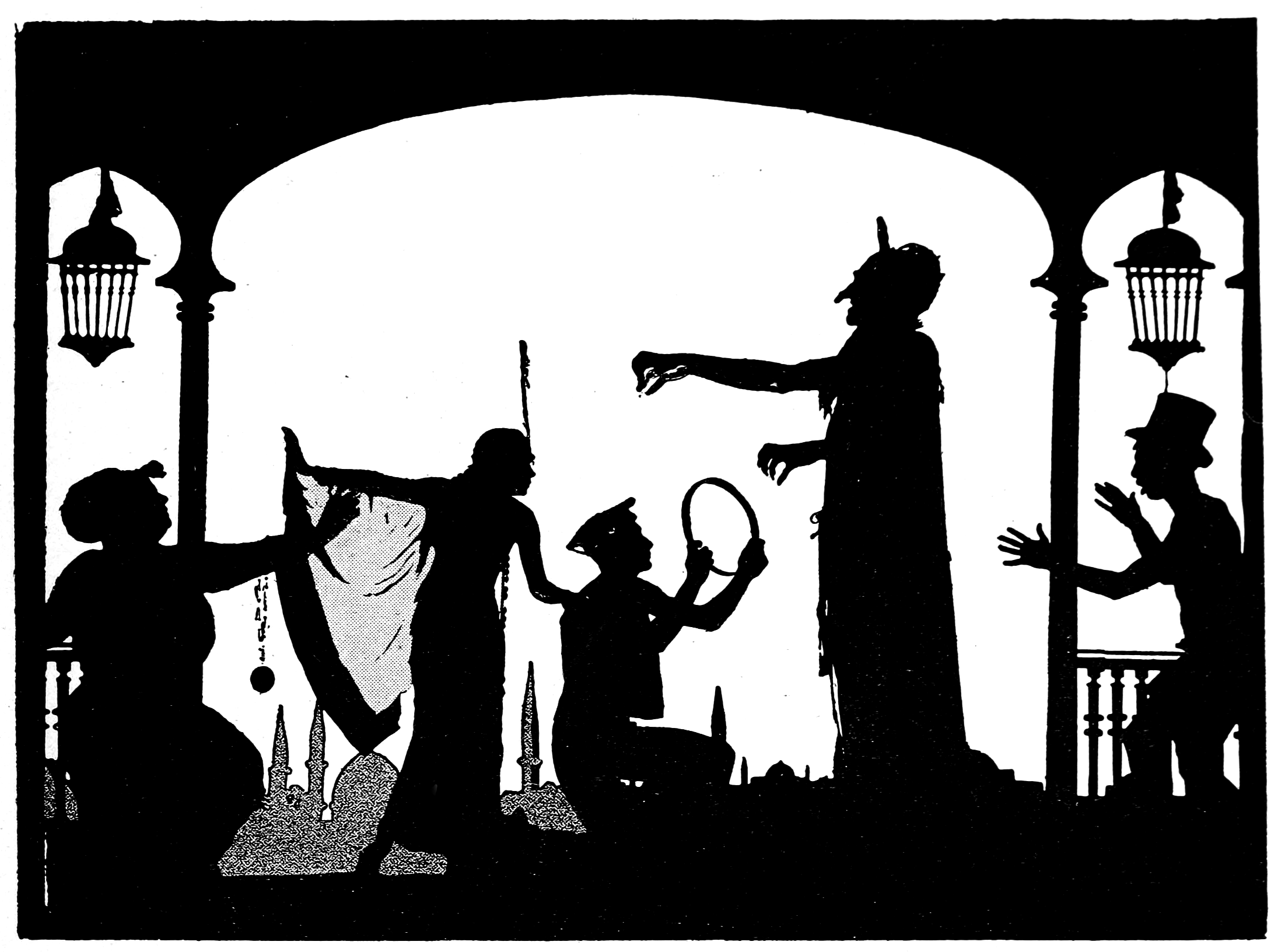
Силуэты для анимационного фильма 1916 года «Инбад-портной» (англ. Inbad the Tailor)
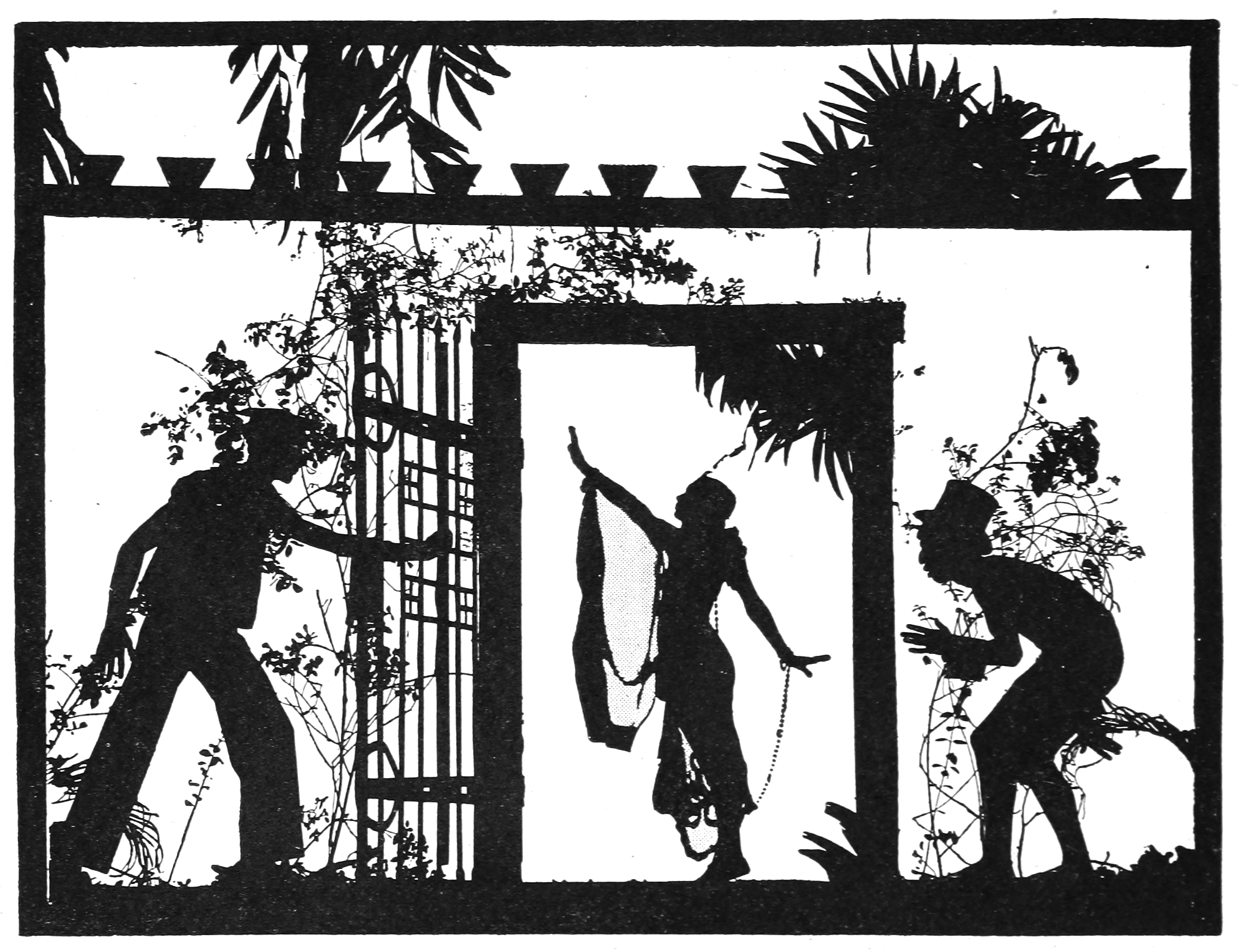
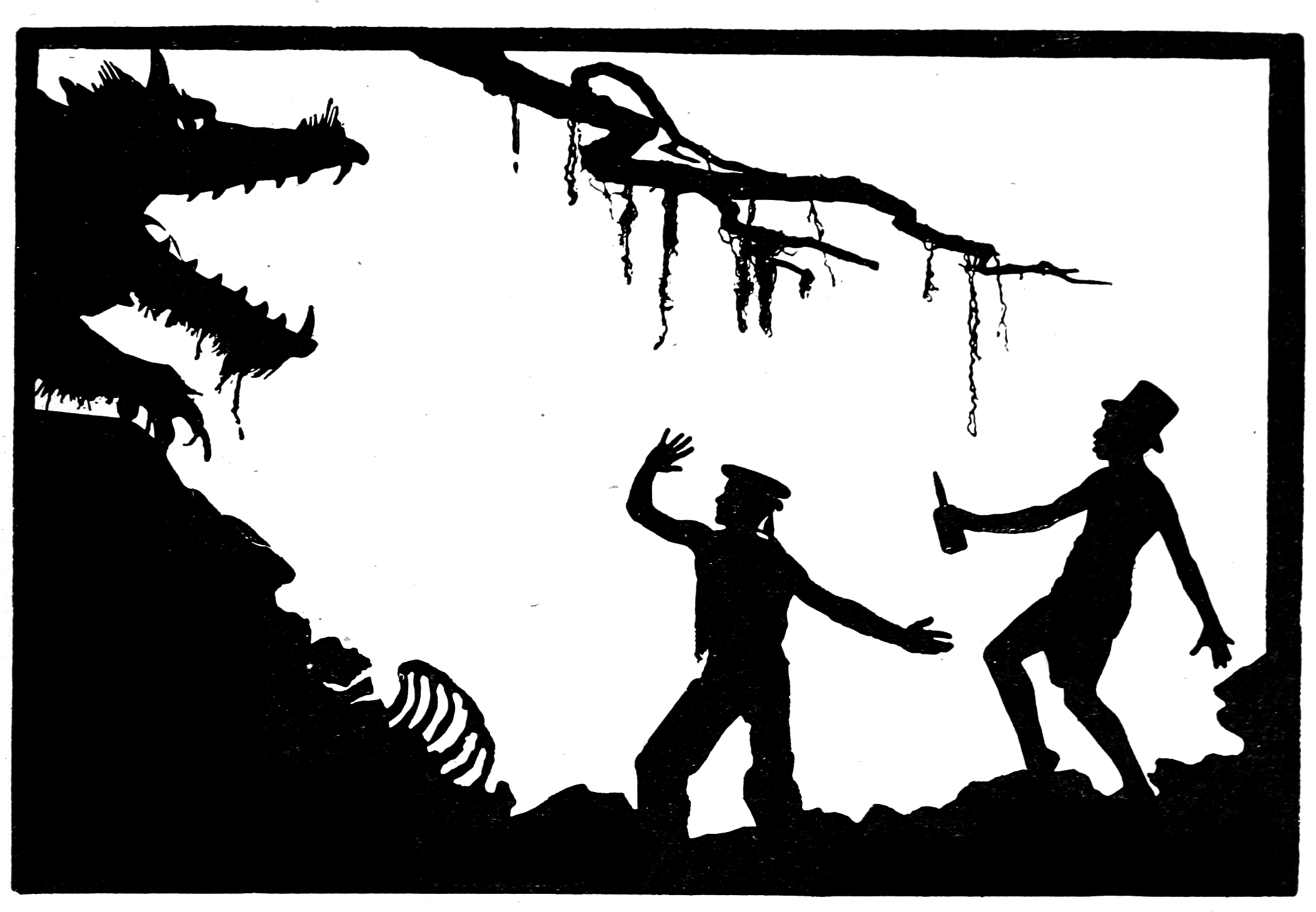
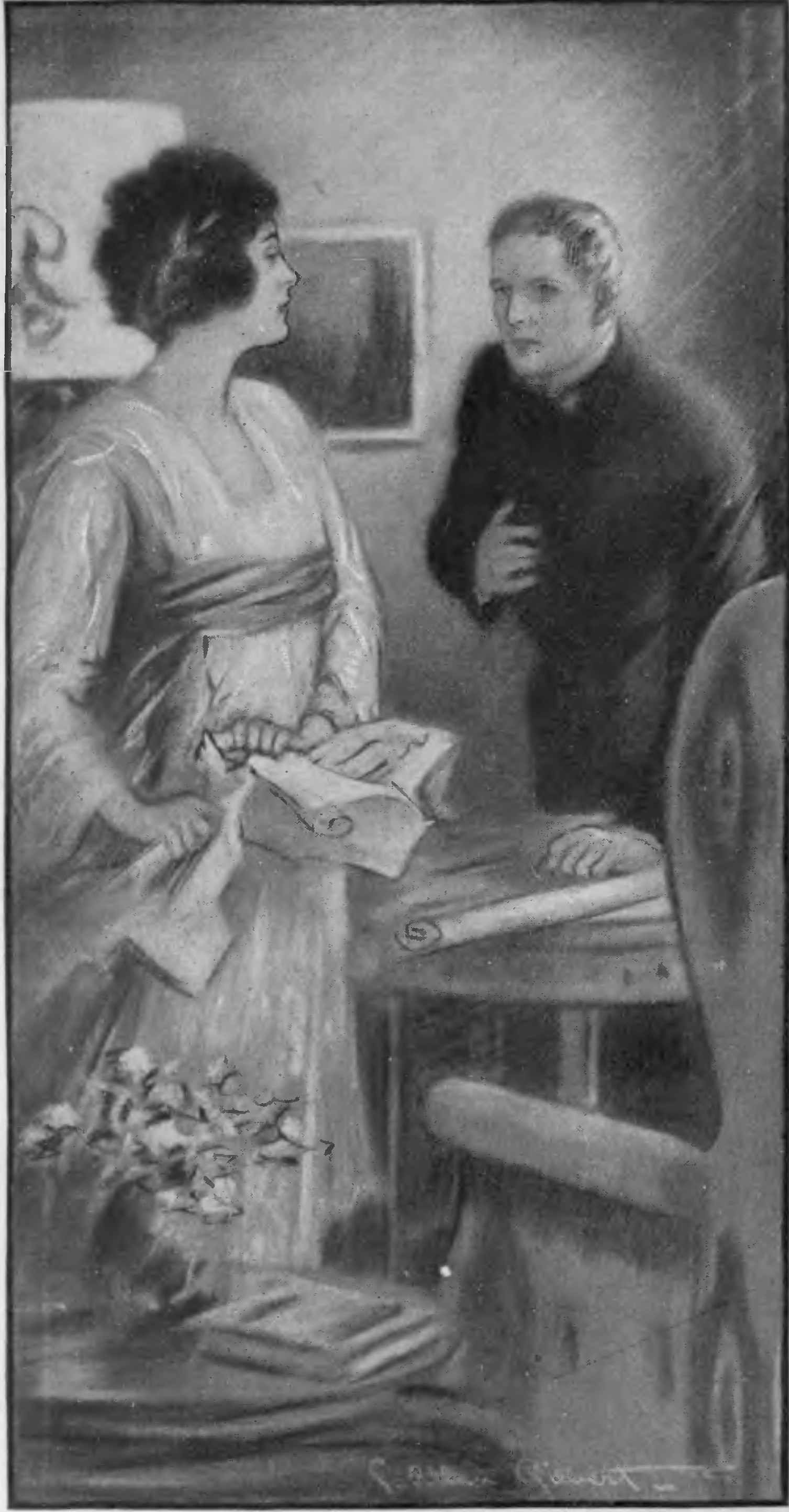
Иллюстрация к «Душе епископа» Герберта Уэллса (1917)